# NGC 3805
NGC 3805 is een elliptisch sterrenstelsel in het sterrenbeeld Leeuw. Het hemelobject werd op 25 april 1785 ontdekt door de Duits-Britse astronoom William Herschel.

## Synoniemen
- UGC 6642
- MCG 4-28-19
- ZWG 127.24
- PGC 36224